# Abe (personnage)
Pour les articles homonymes, voir Abe.
 (octobre 2024).
Si vous disposez d'ouvrages ou d'articles de référence ou si vous connaissez des sites web de qualité traitant du thème abordé ici, merci de compléter l'article en donnant les références utiles à sa vérifiabilité et en les liant à la section « Notes et références ».
Abe est un extraterrestre de fiction et le premier héros de la série de jeux vidéo Oddworld. Il apparaît dans l'Odyssée d'Abe, l'Exode d'Abe et dans l'Odyssée de Munch. C'est un Mudokon, race pacifiste exploitée depuis très longtemps sur la planète Oddworld par Glukkons.

## Caractéristiques
Abe est un Mudokon, une race extraterrestre humanoïde vivant sur Oddworld. Il a néanmoins quelques différences physiques par rapport à ses congénères : sa peau est de couleur bleue-violette au lieu d'être verte ou grise et sa bouche a été cousue au niveau des commissures, ce qui ne l'empêche pas de parler.
Abe est capable de se déplacer très vite, de se rouler en boule pour se déplacer dans des endroits exigus, de sauter très loin, et de tout ce dont on peut attendre du héros d'un jeu vidéo de plates-formes.
Il est également capable de réaliser des incantations qui peuvent lui servir à envoûter un ennemi (seules les espèces intelligentes comme les Glukkons ou les Sligs ou semi-intelligentes comme les Scrabs et les Paramites) pour le contrôler et lui faire réaliser tout ce qu'il veut. Il peut aussi, après avoir bu une bouteille de bière, faire un pet, qu'il pourra ensuite envoûter et s'en servir comme explosif.
Enfin, il est capable de communiquer avec les autres Mudokons, pour leur demander soit de le suivre, soit de travailler pour lui dans l'optique d'activer un mécanisme qu'il ne peut activer seul, et bien d'autres choses, qui dépendent en fait du caractère du Mudokon qu'il rencontre (par exemple, si c'est un dépressif, il devra faire preuve de compassion pour en obtenir un action en retour, si c'est un aveugle, il devra le prévenir à chaque obstacle pour éviter que ce dernier ne se fasse tuer).

## Biographie

### Rupture Farms
L'histoire commence par la description faite par Abe de sa vie jusque là : « Voici Rupture Farms. Ils [les Glukkons] disent que c'est la plus grosse usine de viande sur Oddworld. Je travaillais ici. Enfin, en réalité j'étais un esclave... Comme tous les autres. »
Abe est un Mudokon qui travaille depuis longtemps à l'entretien de Rupture Farms, une gigantesque usine alimentaire fournissant de la nourriture aux Glukkons. Comme tous ses congénères, Abe est sous le joug hiérarchique des Sligs, des êtres vicieux et cruels ; eux-mêmes soumis aux Glukkons, qui sont les responsables des points névralgiques de l'usine.
Le Mudokon découvre par inadvertance un projet secret fomenté par le chef de l'usine, Molluck. Puisque les animaux précédemment utilisés comme base alimentaire sont disparus car trop chassés, le projet de ses « employeurs » est de faire de la viande de Mudokon le nouvel aliment de base des productions de l'usine. 
Abe comprend que cette découverte le rend dans une situation très délicate. Repéré, il fuit, décidé à se sauver.
Il s'échappe. Pourtant, victime de sa maladresse légendaire, il fait une chute terrible qui le laisse assommé dans la nature d'Oddworld.
C'est là qu'il rencontra le chaman « Big Face », chef spirituel du peuple Mudokon. 
Après que Abe eut passé les épreuves initiatiques (survivre aux Paramites et aux Scrabs dans Oddworld), Big Face lui fait subir un baptême un peu spécial, consistant à créer par magie (et sans anesthésie) sur la main droite d'Abe un tatouage de Scrab, afin de pouvoir l'assembler avec le tatouage de Paramite qu'Abe avait sur son autre main. Cette cérémonie a pour but de permettre à Abe, quand les conditions le permettent, de se transformer en un puissant monstre hybride appelé Shrykull. Après cela, Big Face l'investit d'une mission : sauver les Mudokons de Rupture Farms. Abe doit donc provoquer le soulèvement des Mudokons. 
Bien que petit et présenté comme peu intelligent, Abe se montre à la hauteur de la tâche et parvint à libérer les 99 Mudokons qui y travaillent. Il se transforme même en Shrykull dans l'espoir d'éliminer Molluck et les autres Glukkons à la tête de Rupture Farms.
Malheureusement, il est capturé sans avoir éliminé le chef suprême, qui l'attache (avec l'aide d'un Slig haut-gradé) au-dessus des broyeurs à viande pour l'y laisser choir. Abe est sauvé de justesse par Big Face et les autres Mudokons magiciens. Ces derniers foudroient Molluck et son Slig et libèrent Abe avant de le ramener dans les terres sauvages où vivent les Mudokons libres.

### La bièreSoulStorm
Alors qu'il s'imagine pouvoir profiter d'une retraite plus ou moins paisible, Abe doit reprendre du service, toujours contre les Glukkons. Ces derniers exploitent Necrum, gigantesque nécropole où les Mudokons inhumaient les leurs depuis des millénaires, et terrain de chasse de créatures terrifiantes. Les Glukkons déterrent les ossements, faisant travailler des esclaves Mudokons, après les avoir aveuglés pour qu'ils se doutent de rien. Ce sont trois fantômes excentriques qui alertent Abe, lequel avait fait une nouvelle chute lors de la grande fête le consacrant héros du peuple Mudokon, le suppliant d'intervenir.
Immédiatement, Abe met les voiles vers Necrum avec un groupe de cinq Mudokons avec l'espoir de vaincre à nouveau le Cartel de Magog (organisation comprenant tous les principaux chefs Glukkons). Malheureusement, à la suite d'un regrettable accident, Abe se retrouve seul lors de la première partie de son périple dans les mines de Necrum, et quand il retrouva ses camarades, c'est pour les perdre immédiatement après, la faute à une terrible découverte : la bière SoulStorm. Abe et ses comparses découvrent un distributeur de cette boisson, et, alors que le héros Mudokon prévient les autres de se tenir à l'écart, ces derniers n'en font qu'à leur tête et, assoiffés après leur voyage, boivent bouteille après bouteille, se rendant totalement ivres et incapables de combattre. Abe doit donc se débrouiller seul avec le secret de la bière : elle est préparée à partir des ossements extraits des mines. Entre-temps, il devait aussi libérer les esclaves Mudokons.
Finalement, il parvient à faire sauter les mines, et s'échappe dans la nécropole en elle-même, dont la majeure partie était encore vierge d'exploitation. Il rencontre les esprits Mudokons dans leur temple, mais ces derniers lui font savoir que seule une épreuve lui permettrait de recevoir le pouvoir de guérison qu'Abe est venu chercher. Cette épreuve, Abe la connaissait déjà, en ayant déjà faite une similaire avant de recevoir le pouvoir du Shrykull (traverser Paramonia et Scrabania).
Il doit traverser les caveaux des Mudanchee et des Mudomo. Outre le fait que ces caveaux contiennent les ossements des tribus Mudokons éponymes, ils représentent un intense danger du fait de la faune qui les habitent. Les caveaux des Mudanchee grouillent de Scrabs, l'espèce sauvage la plus dangereuse d'Oddworld. Ceux des Mudomo sont peuplés de Paramites, créatures moins dangereuses mais plus intelligentes, capables de vivre en groupe et de communiquer intelligemment. Elles sont vicieuses et ont tendance à attirer les imprudents dans des embuscades pour les dévorer.
Après avoir traversé les caveaux, Abe est jugé digne de recevoir le pouvoir de guérir les Mudokons malades. Les esprits, après une cérémonie similaire à celles que Abe avait subi pour recevoir le pouvoir du Shrykull, lui pratiquent un tatouage sur le torse, qui lui permet, à condition qu'un chaman le lui offre, d'utiliser le pouvoir de guérison pour soigner les Mudokons malades.
Finalement, Abe s'extirpe de Necrum et, après avoir guéri ses camarades de marche, rejoint la gare de FeeCo, dirigée par un terrible Glukkon : le vice-président Aslik. Cette gare dessert les trains chargés d'ossements de Necrum, qui devaient partir pour l'usine de Bonewerkz, où les os sont transformés pour pouvoir devenir une composante de la bière SoulStorm. Des trains relient également la gare aux Baraquements Sligs, à Rupture Farms et surtout à la Brasserie.
Une fois à Bonewerkz, Abe interrompt la production d'os en arrêtant les immenses chaudières de l'usine, puis il se débarrasse du patron Glukkon, le directeur Phleg. Il rallie finalement les Baraquements Sligs, gigantesque caserne des Sligs (une race elle aussi exploitée par les Glukkons mais servant de soldat et non de main-d'œuvre), dirigée par le terrible Général Dripik.
Enfin, après avoir réussi à quitter les Baraquements, puis éliminé Aslik, Abe atteignit son objectif final : la Brasserie SoulStorm, dirigée par le Maître Brasseur, un autre Glukkon. Le secret de la SoulStorm est qu'elle ne comporte pas que des os de Mudokons, mais également des larmes de Mudokon, prélevées par un sadique système électrique sur des esclaves emprisonnés. Abe, après avoir sauvé les divers Mudokons qui travaillent là, détruit la brasserie en provoquant l'explosion de la chaudière, ayant profité d'une discussion entre deux Glukkons terrifiés à l'idée que le terroriste Abe puisse faire exploser la chaudière pour puiser cette idée. Il s'échappe, laissant le Maître Brasseur périr dans les flammes de l'explosion de son usine. Abe est définitivement canonisé grand héros du peuple Mudokon, ayant cette fois-ci sauvé 300 esclaves. 
Cet exploit lui permet de monter plus haut encore dans le cœur des Mudokons. Abe se jure de sauver tous les siens encore esclaves des Glukkons.
Plus tard, il rencontre Munch, le dernier survivant de la race des Gabbits, une race amphibienne d'Oddworld, avec lequel il sympathise dans l'optique d'une toute nouvelle mission : sauver les derniers œufs de Gabbits  pour que l'espèce puisse perdurer, ainsi que les Fuzzles.
Cette mission accomplie, Abe envoûte un Glukkon du nom de Lulu et participe avec son corps à une vente aux enchères mettant en jeu la dernière boîte de Gabbiar (œufs de Gabbits). Pour 3 millions de Moolah (la monnaie d'Oddworld), Lulu, bien qu'involontairement, récupère la boîte aux dépens de la fortune qu'il vient d'acquérir. Abe offre à son ami Munch la boîte, qui signifie que l'objectif du Gabbit est accompli. Les deux « terroristes » font exploser les Laboratoires Vykkers et peuvent profiter d'un repos bien mérité.